# Grad Kacenštajn
Grad Kacenštajn, tudi grad Katzenštajn ali begunjski grad, sestavlja skupaj s cerkvijo svetega Urha osrednji del starega jedra Begunj na Gorenjskem. Grad se v zgodovinskih listinah prvič omenja leta 1428. Tu se je 1491 rodil deželni glavar Ivan Kacijanar. Plemiči iz rodbine Kacijanarjev so v 16. stoletju dvor prezidali. 1601 je protireformacijska komisija uničila protestantsko kapelo v gradu. Dokončno podobo je graščina dobila pod rodbino Lamberg, ki je postala lastnik gradu leta 1765 in se preselila sem z bližnjega gradu Kamen.
Prvotna zasnova gradu je bila enonadstropna; v gradu je ohranjeno starejše jedro. V notranjosti gradu so ostanki arhitekturnih elementov iz obdobja gotike. Večji del gradu predstavlja arhitektura renesanse in baroka z dozidavo jugovzhodnega trakta v 19. stoletju.
K stavbi prištevamo tudi vrt ob gradu, ki ima eno najzanimivejših krajinskoarhitekturnih zasnov v Sloveniji, redek primer vrtnoarhitekturne zasnove iz baroka. Vrt je obdan z zidom, vhod vanj pa označuje renesančni portal, ki ni v osi gradu. Vrt je bil po širini razdeljen v tri dele: osrednji je bil renesančno oblikovan parter s fontano na sredini, na obeh straneh pa sta bila sadovnjaka. Sadovnjak je prav tako obdajal grad tudi na severni in zahodni strani. V 19. stoletju je oblikovanje parterjev postalo preprostejše, med gradom in parkom pa so zasadili okoli 140 m dolg kostanjev drevored v smeri sever–jug. Od prvotne zasnove danes ni ohranjenega skoraj nič. Na neokrnjenem prostoru vrta so zelenjavni vrtovi, ki so ohranili kompozicijsko shemo nekdanjega parka, dobro pa je ohranjen kostanjev drevored.
Od 1875 dalje je bila v gradu ženska kaznilnica, ki so jo vodile sestre Družbe sv. Vincencija Pavelskega. V letih 1937 in 1938 je po njihovem naročilu arhitekt Jože Plečnik v parku postavil senčnico Brezjanko in kapelico sv. Jožefa Jožamurko. Med drugo svetovno vojno so bili v gradu gestapovski zapori, skozi katere je šlo več kot 11.500 zapornikov, večinoma Gorenjcev. Od tod so zapornike pošiljali v koncentracijska taborišča, zlasti v Mauthausen in Dachau, 849 pa so jih tu postrelili ali obesili; ob gradu je njihovo grobišče. Sprva so talce iz begunjskih zaporov streljali in pokopavali v dolini Drage slaba dva kilometra stran, potem pa zaradi partizanov to ni bilo več mogoče. Zapor je 4. maja 1945 zavzel Kokrški odred, osvobodil 632 jetnikov in zajel 80 nemških stražarjev. Grobišče talcev v grajskem parku in v Dragi je po vojni uredil Edvard Ravnikar, kipi Talec (1951), Pripornik (1954) in Talka (1956) pa so delo Borisa Kalina. V stavbi je Muzej talcev s seznami ustreljenih na plakatih in v zid samic izpraskanimi napisi na smrt obsojenih. Tudi prva leta po vojni je bila v gradu ženska kaznilnica in poboljševalnica. Od 1952 večino prostorov zavzema psihiatrična bolnišnica.
- Vrt ob gradu
- Muzej talcev, kjer so bili v drugi svetovni vojni gestapovski zapori
- Valvasorjeva upodobitev iz leta 1679